# Hormigueros
Hormigueros ist eine der 78 Gemeinden von Puerto Rico. Sie liegt im Süden von Puerto Rico. Sie hatte 2019 eine Einwohnerzahl von 15.518 Personen.

## Geografie
Hormigueros befindet sich in der westlichen Region der Insel, nordöstlich von Cabo Rojo; nordwestlich von San Germán; und südlich von Mayagüez. Die Gemeinde ist Teil der Metropolregion Mayagüez. 

## Geschichte
Das Gebiet des heutigen Hormigueros gehörte zur Region Guaynia, die sich im südwestlichen Teil von Puerto Rico befand. Archäologische Funde haben ergeben, dass bereits um 820 v. Chr. Stämme in der Region ansässig waren.
Während der spanischen Kolonisierung zu Beginn des 16. Jahrhunderts ließen sich europäische Siedler in der Gegend nieder. Ein unter der Basilika gefundener Sarg wurde in Laboratorien untersucht und auf die Zeit vor 1600 datiert. Historiker erwähnen auch den Fluss Horomico als eine der Hauptquellen für Gold während des damaligen Goldrausches. Im Jahr 1692 wurde die Siedlung, die zur Stadt Hormigueros werden sollte, zunächst als Dorf innerhalb von San Germán gegründet. 
Nach der anfänglichen Gründung gehörte Hormigueros zur Gemeinde San Germán. Von 1863 bis 1873 stellten die Einwohner von Hormigueros formale Anträge, um von San Germán getrennt und zu einer unabhängigen Gemeinde erklärt zu werden. Die Unabhängigkeit als Gemeinde wurde ihnen schließlich am 1. April 1874 gewährt, ihr erster Bürgermeister war Narciso Oller Serra.
Nach der amerikanischen Invasion von 1898 wurde Hormigueros jedoch an die Stadt Mayagüez angegliedert. Im Jahr 1912 Hormigueros wieder eine unabhängige Gemeinde, obwohl es in den Jahren 1928/29 erneut Versuche gab, Hormigueros einzugemeinden.

## Gliederung
Die Gemeinde ist in sechs Barrios aufgeteilt:
1. Benavente
2. Guanajibo
3. Hormigueros
4. Hormigueros barrio-pueblo
5. Jagüitas
6. Lavadero

## Sehenswürdigkeiten
Die Katholische Basilika Unserer Lieben Frau von Montserrat befindet sich in der Gemeinde.

## Persönlichkeiten
- Segundo Ruiz Belvis (1829–1867), Abolitionist
- Bobby Cruz (* 1938), Sänger